# 梁父吟 (小說)
《梁父吟》是白先勇的早期的短篇小说，於1967年發表於《現代文學》第三十三期。內容講述一位約七十歲的辛亥革命元老樸園，和友人閑話時回憶起辛亥年間的舊事，以及自己和王孟養、仲默以往的一段淵源。這篇小說後來收錄於《臺北人》小說集內。

## 內容簡介
樸園和雷委員參加完王孟養的喪禮後，兩人一面對弈圍棋，一面傾談，當中樸園回憶起關於他、仲默、王孟養三人的舊事。
樸園、仲默、王孟養都是四川武備學堂的學生。武昌起義前夕，三人都參加了負責偷運軍火入武昌的「敢死隊」。敢死隊偽裝成嫁娶隊伍，將炸彈藏於花轎運入武昌，當時仲默、楊蘊秀夫婦扮新郎新娘，樸園和王孟養扮轎夫。因文學社有人走漏事機，革命黨人被捕。於是樸園、仲默、王孟養三人奉命炸制臺衙門以搶救獄中黨友，行動前夕，三人歃血為盟，效桃園結義，抱必死之心立誓：「不殺滿奴，誓不生還。」之後數十年間，三人東征西討，最後王孟養官升得最高，當了總司令。
王孟養為人機智且有才略，性格剛強，軍令如山、言出必行，學生背地裡將他比做「七月裡的大太陽──烈不可當」。「狂狷」的他做了一輩子的事，卻把世人都得罪了，晚年十分孤獨。王孟養原配早死，他的繼室又不被兒子的尊重，沒有把她名字列在王的訃文中。王孟養臨終時，囑咐將來打回大陸之後，要把靈柩移回家鄉。

## 人物
| 人物   | 簡介                                                         |
| ------ | ------------------------------------------------------------ |
| 王孟養 | 剛去世。辛亥革命元老。之後官升至總司令。                     |
| 樸園   | 約七十歲，辛亥革命元老。樸園、仲默、王孟養三人起事前曾結義。 |
| 仲默   | 辛亥革命元老。                                               |
| 雷委員 | 約五十歲，王盂養的學生及幕僚。                               |
| 賴副官 | 約六十歲，樸園的侍從。                                       |
| 效先   | 八、九歲的男孩，樸園的孫子。                                 |
| 家驥   | 王孟養之子，信奉基督教。輕視王孟養的繼室。                   |
| 楊蘊秀 | 仲默的夫人。                                                 |